# Oberahorn
Oberahorn ist ein Gemeindeteil der Stadt Feuchtwangen im Landkreis Ansbach (Mittelfranken, Bayern). Zum Gemeindeteil gehört die Einöde Wiegelshof und die Hofstadt. Oberahorn liegt in der Gemarkung Aichau.

## Geografie
Das Dorf liegt etwa fünf Kilometer nordöstlich von Feuchtwangen am Ziegelbach, der sich weiter südlich mit dem Brechhausbach und Ahornbach vereinigt (im Unterlauf Löschenbach genannt), der ein rechter Zufluss der Wieseth ist. 0,75 km nordwestlich liegt das Flurgebiet Hohe Fichten, 0,25 km westlich das Hollfeld und 0,5 km südwestlich die Brand. Eine Gemeindeverbindungsstraße führt am Wiegelshof vorbei nach Zumberg (2,3 km westlich) bzw. nach Unterahorn zur Kreisstraße AN 52 (0,8 km östlich). Eine weitere Gemeindeverbindungsstraße führt über den Meierhof zur AN 52 bei Aichau (1,3 km nordöstlich).

## Geschichte
Im Jahre 1464 wurde Oberahorn anlässlich des Kaufs eines Gutes erstmals erwähnt. Im Jahr 1697 wurde in dem Ort eine eigene Schule gegründet.
Oberahorn lag im Fraischbezirk des ansbachischen Oberamtes Feuchtwangen. Im Jahr 1732 bestand der Ort aus 20 Anwesen, zwei Gemeindehirtenhäusern und einer Schule. Grundherren waren
- Feuchtwangische Ämter:
  - Stiftsverwalteramt Feuchtwangen: zwei Gütlein;
  - Stadtvogteiamt Feuchtwangen: ein Hof, vier Gütlein;
  - Spital der Stadt Feuchtwangen: ein Gütlein;
  - Kastenamt Feuchtwangen: ein Gütlein;
- das Hochstift Eichstätt: ein Hof, sechs Güter;
- die Reichsstadt Dinkelsbühl: ein Hof, ein Gütlein; Spital der Reichsstadt Dinkelsbühl: ein Hof;
- das Rittergut Kaierberg der Herren von Völderndorf: eim Gütlein.[6] Daran änderte sich bis zum Ende des Alten Reiches nichts.[7] Bei Bundschuh werden die eichstättischen Untertanen genauer differenziert: vier Anwesen unterstanden der Vogtei Königshofen, drei Anwesen dem Stiftskapitel Herrieden.[8] Von 1797 bis 1808 unterstand der Ort dem Justiz- und Kammeramt Feuchtwangen.

Mit dem Gemeindeedikt (frühes 19. Jahrhundert) wurde Oberahorn dem Steuerdistrikt Heilbronn und der Ruralgemeinde Aichau zugeordnet. Im Zuge der Gebietsreform in Bayern wurde Heilbronn am 1. Januar 1972 nach Feuchtwangen eingemeindet.

### Baudenkmäler
- Haus Nr. 34: ehemaliger Schulstadel aus dem 18. Jahrhundert[10]
- Kriegerdenkmal von 1914/1918 bei Haus Nr. 30[10]
- Espan: mittelalterliches Steinkreuz, am Waldrand gegenüber Haus Nr. 106[10]

### Einwohnerentwicklung
| Jahr      | 001818 | 001840 | 001861 | 001871 | 001885 | 001900 | 001925 | 001950 | 001961 | 001970 | 001987 |
| Einwohner | 145    | 141    | 150    | 193    | 188    | 198    | 215    | 257    | 206    | 184    | 182    |
| Häuser    | 27     | 26     |        |        | 35     | 36     | 38     | 38     | 42     |        | 45     |
| Quelle    | [ 12 ] | [ 13 ] | [ 14 ] | [ 15 ] | [ 16 ] | [ 17 ] | [ 18 ] | [ 19 ] | [ 20 ] | [ 21 ] | [ 1 ]  |

## Religion
Der Ort ist seit der Reformation evangelisch-lutherisch geprägt und bis heute nach St. Johannis (Feuchtwangen) gepfarrt. Die Einwohner römisch-katholischer Konfession sind nach St. Ulrich und Afra (Feuchtwangen) gepfarrt.